# Орлов Олександр Якович
Олекса́ндр Я́кович Орло́в (23 березня (6 квітня) 1880, Смоленськ — 28 січня 1954, Київ) — український радянський астроном, член-кореспондент АН СРСР (1927), академік АН УРСР (1939).

## Біографія
Народився 23 березня (6 квітня) 1880 року в Смоленську. У 1902 році закінчив Петербурзький університет і був залишений при ньому для підготовки до наукової діяльності.
У 1902–1905 роках стажувався за кордоном: займався питаннями небесної механіки в Парижі та Лунді (Швеція), вивчав сейсмологію в Геттінгенському університеті.
У 1905-1906 роках — асистент у Тартуський обсерваторії, в 1906-1907 роках працював у Пулковській обсерваторії, в 1907-1912 роках — астроном-спостерігач Тартуської обсерваторії, в 1909–1913 роках завідував сейсмічною станцією цієї обсерваторії і читав лекції в Тартуському університеті.
У 1911 році здійснив поїздку до Єркської обсерваторії (США) для вивчення фотографій комет.
У 1913-1934 роках — директор Одеської обсерваторії і професор Новоросійського університету. Чимало з тих, хто відвідував астрономічний гурток, створений О. Я. Орловим при обсерваторії, згодом стали видатними вченими. Це автор космологічної теорії гарячого Всесвіту Г. А. Гамов, творець ракетної космічної техніки В. П. Глушко, видатний дослідник перемінних зірок — «поет зоряного неба» В. П. Цесевич та інші.
Розуміючи необхідність розвитку астрономічних досліджень в Україні, академік УАН О. Я. Орлов робить дії по об'єднанню досліджень і висуває ідею створення в Україні Центральної астрономічної обсерваторії в районі Канева і створює при Українській академії наук Астрономічне обчислювальне бюро. Проте незабаром, без відома О. Я. Орлова, Президія УАН це бюро ліквідує і А. Я. Орлов на знак протесту оголошує (1921 рік) про свій вихід з УАН. Після річних зволікань і розглядів, в 1922 році, його заява про вихід з УАН була задоволена.
Під керівництвом Орлова в Україні проводилися обширні гравіметричні роботи. З 1924 займався організацією Полтавської гравіметричної обсерваторії, директором якої був у 1926–1934 і в 1938–1951. Ця діяльність призвела до того, що в 1939 році О. Я. Орлов був обраний дійсним членом Академії наук УРСР (повторно).
У 1934–1938 працював у Державному астрономічному інституті ім. П. К. Штернберга і в Геодезичному інституті в Москві.
У 1939–1941 роках був директором Карпатської астрономічної обсерваторії, віддав багато сил для її відродження.
У 1941 році за рішенням Президії АН УРСР здійснив поїздку на Далекий Схід для організації там далекосхідної широтної станції, проект якої він запропонував ще в 1932 році.
У 1944 році був призначений директором новоствореної Головної астрономічної обсерваторії АН УРСР під Києвом; під його керівництвом був розроблений проект обсерваторії і почалося її будівництво. На цій посаді він перебував до 1948, потім очолював обсерваторію в 1950–1951 роках.

Надгробок О. Я Орлова

Помер 28 січня 1954 року. Похований в Києві на Лук'янівському цвинтарі.

## Наукова діяльність
Основні наукові роботи присвячені вивченню припливних коливань сили тяжіння, руху полюсів Землі, геодезії, геофізиці, а також дослідженню комет. Провів велику роботу по організації спостережень над припливними деформаціями Землі. У 1915 році завершив велике дослідження, підсумки якого виклав у капітальній праці «Результати юр'ївських, томських і потсдамських спостережень над місячно-сонячними деформаціями Землі». Ще в 1912 році його дослідження в області припливних деформацій Землі зімкнулися з вивченням руху полюсів Землі, утворивши той нерозривний комплекс завдань з проблеми обертального руху Землі, який склав основу наукових досліджень Орлова. Виявив в результатах широтних спостережень повільні неполярні зміни широт, розробив спосіб виділення цих змін та їх виключення (спосіб Орлова). Обчислив координати полюсів Землі, вільні від цих повільних змін широт, для інтервалу часу з 1892 по 1952 в системі середнього полюсу епохи спостережень (у системі Орлова). Ретельне вивчення всіх особливостей чандлерівського і річного рухів полюсів дало можливість Орлову розробити спосіб визначення координат полюсів за спостереженнями на одній станції. Цей спосіб застосовувався радянської Службою широти для термінових обчислень координат полюсів. Орлов виконав також роботи з дослідження тривісного земного еліпсоїда, вікового руху полюсів Землі, по виявленню місячних навівмісячних змін широти, визначенням коефіцієнта головного члена нутації по відмінюванню та ін.

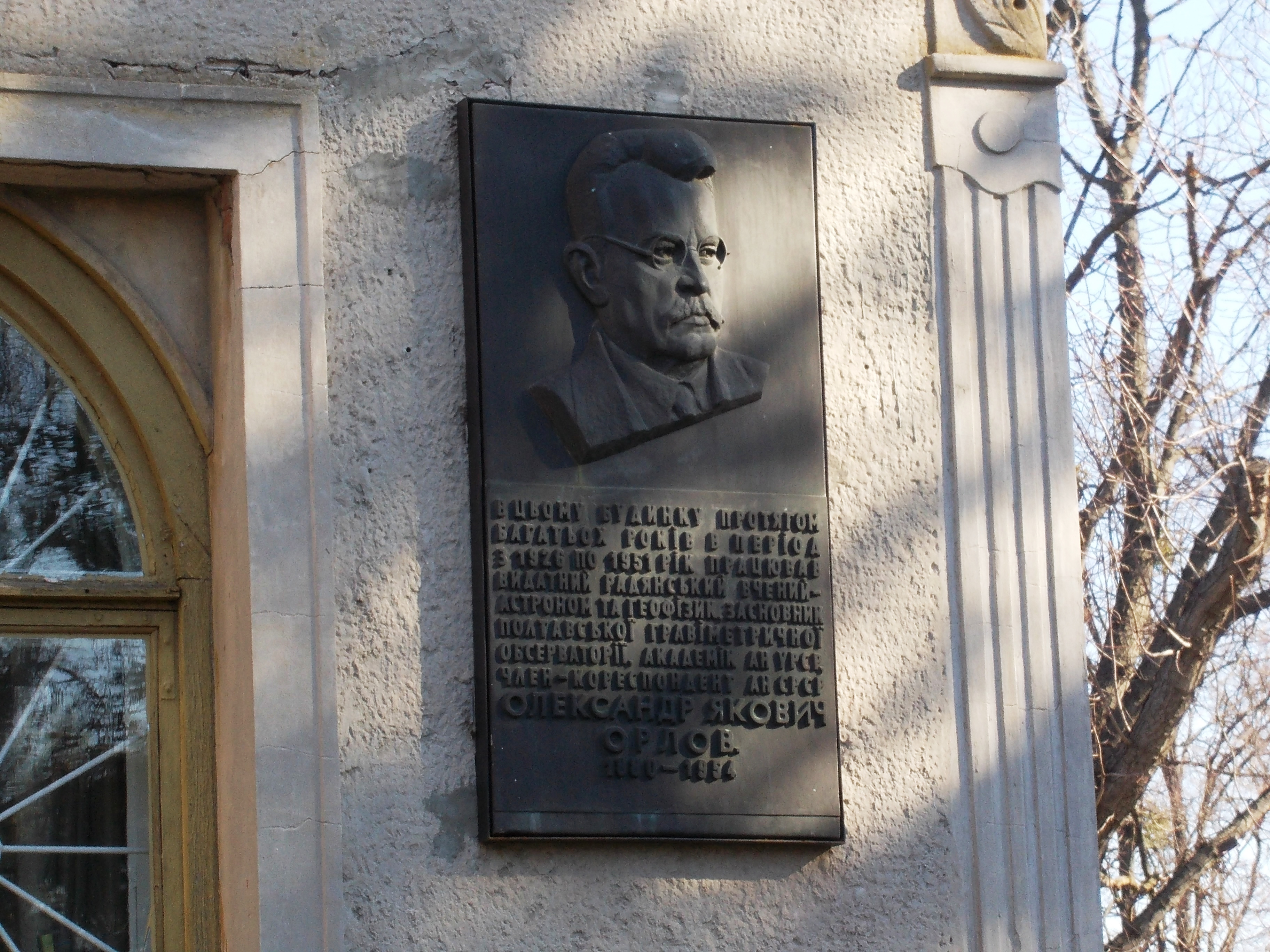

Підсумок його широтних вишукувань підведений в книзі «Служба широти», опублікованій посмертно в 1958 році. За ініціативою Орлова була створена Комісія з широти при Астрометричній комісії Астрономічної ради АН СРСР, головою якої він був до 1952 року. Займався питаннями попередньогго обчислення появи комети Галлея. Дав нові, більш економічні і зручні формули для обчислення геліоцентричних координат частинок кометного хвоста або кометної хмари. Під керівництвом Орлова був оброблений 18-річний ряд спостережень сонячних плям, проведених в Одесі, в результаті чого визначено елементи сонячного екватора і вивчені власні рухи сонячних плям по широті.
У 1961 році були опубліковані «Вибрані праці» Орлова в 3-х томах.

## Відзнаки
- Почесне звання «Заслужений діяч науки УРСР» (1951).

## Увічнення пам'яті
- На честь астрономів Олександра Яковича та Сергія Володимировича Орлових названа мала планета 2724 Orlov (відкрита Миколою Черних 13 вересня 1978 року в Кримській астрофізичній обсерваторії) та кратер Орлов на зворотному боці Місяця.
- На фасаді будинку Полтавської гравіметричної обсерваторії встановлено меморіальну дошку О. Я. Орлову. Дошка — мідь, встановлена у 1984 р. (скульптор В. І. Білоус)

## Родина
- Дружина: Аксеньєва Зінаїда Миколаївна (1900—1969) — астроном, член-кореспондент АН УРСР.